# Helli Servi
Helli Servi, née le 29 septembre 1923 à Vienne, morte le 13 octobre 1990 dans la même ville, est une actrice autrichienne.

## Biographie
Fille d'un professeur de lycée, en 1932, elle est sur la scène du Burgtheater alors qu'elle est une enfant puis joué dans Kakadu-Kakada de Carl Zuckmayer au Theater in der Josefstadt en 1933. À l'âge de quinze ans, elle est élève du Schauspiel- und Regieseminar Schönbrunn à l'époque nazie à partir de 1938, où elle reçoit sa formation artistique.
Dans le rôle de la bonne vivant et de la naïve, elle joue au Deutsches Theater de Berlin et à partir de 1938 à nouveau au Theater in der Josefstadt. À partir de 1940, elle interprète des rôles correspondants au cinéma, de préférence dans des films viennois typiques. Dans les seconds rôles, elle incarne la fringante Viennoise. Des films de ce type sont parrainés par le régime nazi pour distraire les gens des difficultés de la guerre. En 1944, elle figure sur la Gottbegnadeten-Liste du Ministère de l'Éducation du peuple et de la Propagande du Reich.
Dans Vienne d'autrefois (de), elle apparaît avec sa sœur jumelle Traute Servi. De 1952 à 1960, Helli Servi joue le rôle de Hanni, plus tard Helli Floriani, fille de la famille et initialement lycéenne de 16 ans, dans le soap opera radiophonique Die Radiofamilie, diffusée presque chaque semaine.
Comme Helli Servi, mariée à l'acteur Rudolf Krismanek, reçoit peu offres de l'industrie cinématographique dans ses dernières années, elle se concentre entièrement sur ses apparitions au Theater in der Josefstadt, où elle est principalement utilisée dans des rôles comiques. Elle fait plusieurs tournées et travaille pour la radio en tant qu'animatrice de pièces radiophoniques.

## Filmographie
- 1941 : La Perle du Brésilien
- 1941 : Entrez dans la danse
- 1942 : Sommerliebe
- 1943 : Die kluge Marianne
- 1944 : Schrammeln
- 1944 : Die goldene Fessel
- 1947 : Visage immortel (de)
- 1947 : Seine einzige Liebe (de)
- 1947 : Der Hofrat Geiger
- 1948 : Le Procès
- 1948 : Gottes Engel sind überall (de)
- 1948 : Ein Mann gehört ins Haus
- 1949 : Profondeurs mystérieuses
- 1949 : Vagabunden (de)
- 1949 : Liebesprobe (de)
- 1949 : Mein Freund, der nicht nein sagen kann (de)
- 1950 : Das Kind der Donau (de)
- 1950 : Großstadtnacht (de)
- 1951 : Mariage dans le foin (de)
- 1951 : Eva im Frack
- 1951 : Vienne d'autrefois (de)
- 1951 : Le Paysan allègre
- 1953 : Fräulein Casanova (de)
- 1953 : Masque en bleu
- 1953 : Irene in Nöten (de)
- 1953 : 3 von denen man spricht (de)
- 1953 : Die Todesarena (de)
- 1953 : Du bist die Welt für mich (de)
- 1953 : Einsteigen bitte!
- 1954 : Der Färber und sein Zwillingsbruder (TV)
- 1955 : Du bist die Richtige (de)
- 1955 : Ainsi va l'amour
- 1955 : Mozart
- 1955 : La Patronne de la Couronne d'or (de)
- 1955 : Sonnenschein und Wolkenbruch
- 1956 : Wenn Poldi ins Manöver zieht
- 1957 : Das Tagebuch der Anne Frank (TV)
- 1958 : Der Herzspezialist (TV)
- 1958 : Der Talisman (TV)
- 1959 : Der eingebildete Kranke (TV)
- 1960 : Der jüngste Tag (TV)
- 1961 : Nachsaison (TV)
- 1961 : Saison in Salzburg
- 1962 : Alle meine Söhne (TV)
- 1962 : Nachsaison (TV)
- 1962 : Professor Bernhardi (TV)
- 1963 : Les filles aiment ça !
- 1963 : La Marraine de Charley
- 1963 : Hotel du Commerce (TV)
- 1963 : Das alte Hotel (de) (série télévisée, 6 épisodes)
- 1964 : Ein schöner Herbst (TV)
- 1964 : Boeing – Boeing (TV)
- 1964 : Der Talisman (TV)
- 1964 : Die Verantwortlichen (TV)
- 1964 : Und dann Besuch (TV)
- 1964 : Épouse-moi chéri ! (de)
- 1965 : … und sowas muß um 8 ins Bett (de)
- 1965 : Der eingebildete Kranke (TV)
- 1966 : Samba (TV)
- 1967 : Der Arzt wider Willen (TV)
- 1968 : Die Träume von Schale und Kern (TV)
- 1968 : Der keusche Lebemann (TV)
- 1969 : Liebelei (adaptation au Theater in der Josefstadt)
- 1969 : Die Sommerfrische (TV)
- 1969 : Bei Tag und bei Nacht (TV)
- 1970 : Der Satyr aus der Vorstadt (TV)
- 1970 : Ein gebildeter Hausknecht (TV)
- 1971 : Autobus S (TV)
- 1971 : Wenn der Vater mit dem Sohne (série télévisée, deux épisodes)
- 1972 : Fritz Muliar Schau (série télévisée, 1 épisode)
- 1972 : Die Abenteuer des braven Soldaten Schwejk (série télévisée, cinq épisodes)
- 1973 : Hallo – Hotel Sacher... Portier! (série télévisée, 1 épisode)
- 1974 : Der Unbestechliche (TV)
- 1974 : Cabaret Cabaret (série télévisée, 1 épisode)
- 1978 : Pension Schöller (TV)
- 1978 : Tatort: Mord im Krankenhaus (de) (TV)
- 1979 : Die Bräute des Kurt Roidl (TV)
- 1980 : Land, das meine Sprache spricht (de)(TV)
- 1981 : Es hat sich eröffnet... (TV)
- 1983 : Das gläserne Wappen (TV)
- 1983–1985 : Ich heirate eine Familie (série télévisée, 2 épisodes)
- 1985 : Familie Merian (série télévisée, 1 épisode)
- 1985 : Tatort: Fahrerflucht (de) (TV)
- 1987 : Tatort: Wunschlos tot (de) (TV)
- 1987 : Heiteres Bezirksgericht (série télévisée, 1 épisode)